# Oscar Neumann
Oscar Rudolph Neumann (Berlino, 3 settembre 1867 – Chicago, 17 maggio 1946) è stato uno zoologo e ornitologo tedesco, particolarmente noto per aver descritto la specie del camoscio d'Abruzzo.

## Biografia
Neumann compì numerosi viaggi in Africa, in particolare tra il 1892 ed il 1894, descrivendo nuove specie africane, fra le quali lo Struthio camelus massaicus. Per due anni soggiornò in Somaliland con il collega Carlo von Erlanger.
Nel 1889, di passaggio a Genova, osservò nel locale museo di storia naturale un esemplare di camoscio, cui, registrando le differenze con altre specie, diede il nome di Rupicapra pyrenaica ornata, come successivamente confermato, tra gli altri, da Lorenzo Camerano.
Nel 1903 fece parte di un'ulteriore spedizione africana che dalla Somalia si spinse, attraverso l'Etiopia, in Sudan.
Nel 1941, per sfuggire alle persecuzioni degli ebrei durante il nazismo, si trasferì a Chicago, dove concluse la sua vita dirigendo il Field Museum.
Gran parte della sua collezione zoologica privata si trova oggi nel Museo Julius Riemer di Wittenberg.
| Neumann è l'abbreviazione standard utilizzata per le specie animali descritte da Oscar Neumann. Categoria:Taxa classificati da Oscar Neumann |